# Trjavna
Trjavna (in bulgaro Трявна?) è un comune bulgaro situato nel distretto di Gabrovo di 14 290 abitanti (dati 2009).

## Località
Il comune è formato dall'insieme delle seguenti località:
- Trjavna (sede comunale)
- Armjankovci
- Azmanite
- Bangejci
- Bahreci
- Belica
- Bižovci
- Brežnicite
- Burdarite
- Burdeni
- Čakalite
- Černovrăh
- Daevci
- Dărvari
- Dăskarite
- Dimievci
- Dobrevci
- Dolni Marenci
- Dolni Radkovci
- Dolni Tomchevci
- Donkino
- Dončovci
- Dragnevci
- Drandarite
- Enčovci
- Fărevci
- Fărtuni
- Gajdari
- Genčovci
- Glutnicite
- Gorjani
- Golemi Stančovci
- Gorni Damjanovci
- Gorni Marenci
- Gorni Radkovci
- Gorni Tsonevci
- Hristovci
- Irineci
- Ivan Dimov
- Jabălkovci
- Javor
- Jovovci
- Kašenci
- Kerenite
- Kiselkovci
- Kisijcite
- Koevci
- Kojčovci
- Kolju Ganev
- Konarskoto
- Krăstec
- Krăstenjacite
- Kresljuvci
- Malčovci
- Malki Stančovci
- Manevci
- Marucekovci
- Matešovci
- Milevci
- Mihovci
- Mogilite
- Mrăzeci
- Nedžalkovci
- Nenovci
- Nikačkovci
- Nikolaevo
- Noseite
- Nožerite
- Okoliite
- Ošanite
- Păržigrah
- Pavlevci
- Plačkovci
- Planinci
- Pobăk
- Popgergevci
- Poprajkovci
- Prestoj
- Račovci
- Radevci
- Radino
- Radoevci
- Raevci
- Rajnuškovci
- Ralevci
- Rašovite
- Ruevci
- Sečen kamăk
- Skorcite
- Slivovo
- Stajnovci
- Strămci
- Stražata
- Svirci
- Todorecite
- Tomčevci
- Urvata
- Vălkovci
- Velčovci
- Velenci
- Velkovo
- Vladovci
- Vlasatili
- Vojnicite
- Zelenika

## Amministrazione

### Gemellaggi
- Brienz, Svizzera